# Sevenia amazoula
Sevenia amazoula is vlinder uit de Nymphalidae. De wetenschappelijke naam voor deze soort is voor het eerst voorgesteld door Paul Mabille in een publicatie uit 1880.
Deze soort komt voor in de bossen van Madagaskar.